# Écoyeux
Écoyeux – miejscowość i gmina we Francji, w regionie Nowa Akwitania, w departamencie Charente-Maritime.
Według danych na rok 1990 gminę zamieszkiwały 804 osoby, a gęstość zaludnienia wynosiła 40 osób/km² (wśród 1467 gmin regionu Poitou-Charentes Écoyeux plasuje się na 383. miejscu pod względem liczby ludności, natomiast pod względem powierzchni na miejscu 396.).